# 182 (nombre)
« Cent quatre-vingt-deux » redirige ici. Pour l'année, voir 182.
182 (cent quatre-vingt-deux ou cent octante-deux) est l'entier naturel qui suit 181 et qui précède 183.

## En mathématiques
Cent quatre-vingt-deux est :
- Un nombre sphénique, car c'est un produit de trois nombres premiers distincts.
- Un nombre oblong, car c'est le produit de 13 et 14.
- Un nombre nontotient.
- Un nombre palindrome et un nombre ondulant, s'il est écrit dans les systèmes ternaire, négaternaire ou nonaire.
- Un nombre uniforme dans le système D'ni (77) et en base 9 (222).

## Dans d'autres domaines
Cent quatre-vingt-deux est aussi :
- Un groupe de pop punk de Californie du Sud : blink-182.
- Un astéroïde de la ceinture d'astéroïdes : 182 Elsa.
- Le n° de modèle d'un avion américain, le Cessna 182.
- Air India vol 182, qui explosa au-dessus des côtes irlandaises, le 23 juin 1985.
- Années historiques : -182, 182.